# Джомсом (аэропорт)
Аэропорт «Джомсом» (англ. Jomsom Airport), (ИАТА: JMO, ИКАО: VNJS) — аэропорт в Непале, обслуживающий коммерческие авиаперевозки посёлка Джомсом (район Мустанг, зона Дхаулагири). Является одним из самых сложных аэропортов мира для взлётов и посадок воздушных судов из-за высокогорного (2682 м над уровнем моря) расположения в ущелье реки Кали-Гандаки.

## Инфраструктура
Аэропорт «Джомсом» эксплуатирует одну взлётно-посадочные полосу 06/24 размерами 636 х 19 метров с асфальтовым покрытием.
Аэропорт работает только по утрам, так как в дневное время в долине Кали-Гандаки поднимается сильный ветер, делающий авиаперевозки невозможными.

## Авиакомпании и пункты назначения

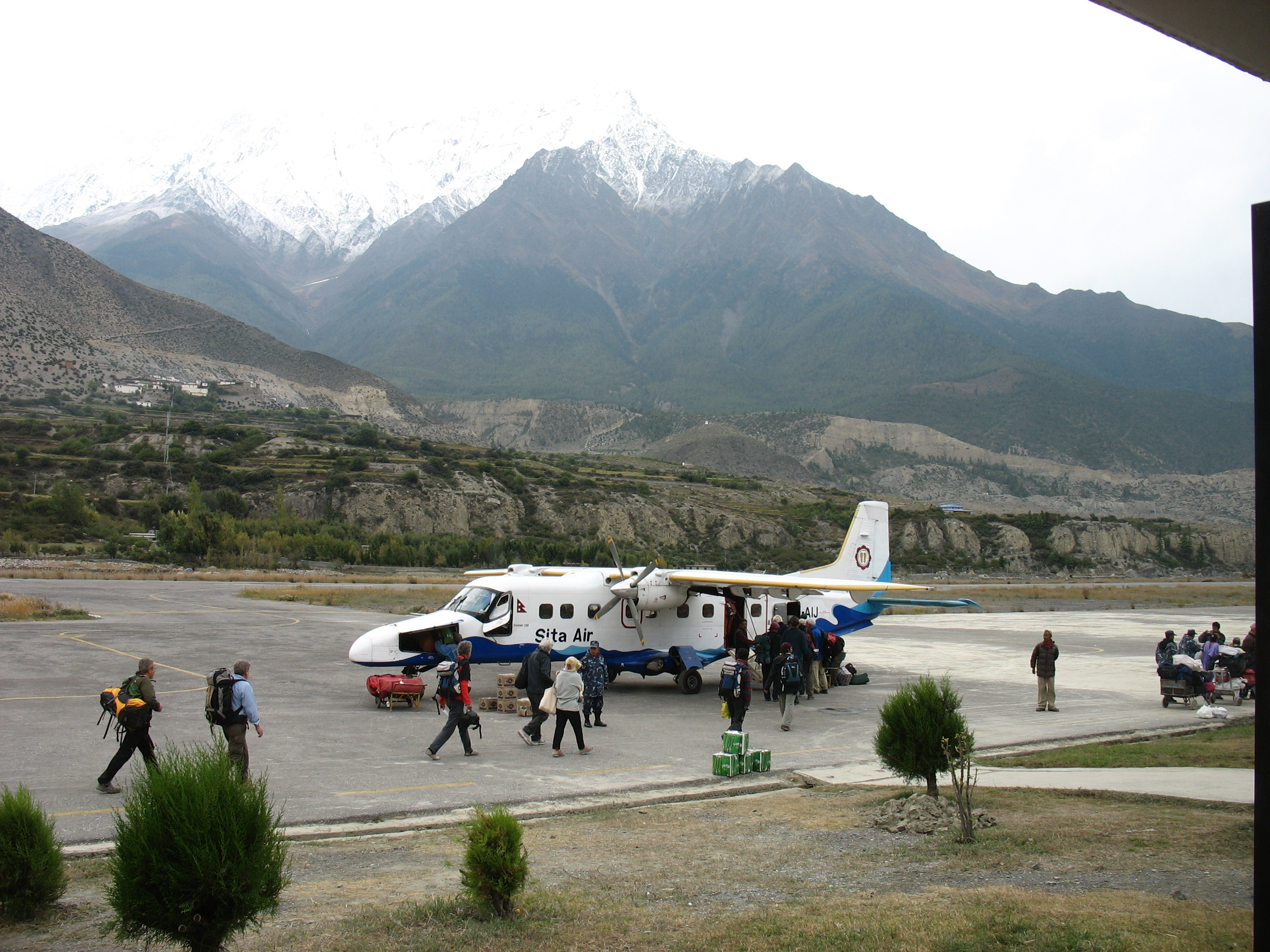
Посадка на рейс авиакомпании Sita Air в аэропорту «Джомсом»

## Авиапроисшествия и несчастные случаи
- 14 мая 2012 года — самолёт Dornier 228 авиакомпании Agni Air, выполнявший рейс AG-CHT потерпел крушение при заходе на посадку в аэропорту «Джомсом». Погибло 15 из 21 человека на борту самолёта[6].